# Timidina
Timidina (ou mais corretamente, desoxitimidina) é uma molécula (também conhecida como nucleosídeo) que é formada quando uma timina é ligada a um anel de desoxirribose (também conhecido como desoxirribofuranose) via uma β-N1-ligação glicosídica.
A Desoxitimidina pode ser fosforilada com um, dois ou três grupos ácido fosfórico, criando respectivamente a timidina monofosfato, timidina difosfato e timidina trifosfato.